# First-order second-moment eljárás
A valószínűségszámításban a  first-order second-moment eljárás, másként mean value first-order second-moment módszer egy közelítő módszer egy függvény momentumainak számítására, ahol a bemenő mennyiségek véletlenek. Az angol elnevezés arra utal, hogy a valószínűségi változók elsőrendű Taylor-sorát és első két momentumát használja.

## Approximáció
Adva legyen a {\displaystyle g(x)} célfüggvény, ahol az {\displaystyle x} vektor az {\displaystyle X} véletlen vektor realizációja, aminek sűrűségfüggvénye {\displaystyle f_{X}(x)}. Mivel {\displaystyle X} véletlen, azért {\displaystyle g} is véletlen.
Az algoritmus közelítése a várható értékre
{\displaystyle \mu _{g}\approx g(\mu )}
és a szórásnégyzetre
{\displaystyle \sigma _{g}^{2}\approx \sum _{i=1}^{n}\sum _{j=1}^{n}{\frac {\partial g(\mu )}{\partial x_{i}}}{\frac {\partial g(\mu )}{\partial x_{j}}}\operatorname {cov} (X_{i},X_{j})}
ahol {\displaystyle n} az {\displaystyle x} dimenziója, és {\displaystyle {\frac {\partial g(\mu )}{\partial x_{i}}}} a középértékvektor parciális deriváltja {\displaystyle x} i-edik koordinátája szerint.

## Levezetés
A célfüggvényt a (tapasztalati) várható értékek {\displaystyle \mu } vektora körüli Taylor-sorba fejtjük:
{\displaystyle g(x)=g(\mu )+\sum _{i=1}^{n}{\frac {\partial g(\mu )}{\partial x_{i}}}(x_{i}-\mu _{i})+{\frac {1}{2}}\sum _{i=1}^{n}\sum _{j=1}^{n}{\frac {\partial ^{2}g(\mu )}{\partial x_{i}\,\partial x_{j}}}(x_{i}-\mu _{i})(x_{j}-\mu _{j})+\cdots }
Ezt a várható érték és a szórásnégyzet approximációjához is felhasználjuk.

### Várható érték
{\displaystyle g} várható értéke a kövertkező integrállal határozható meg:
{\displaystyle \mu _{g}=E[g(x)]=\int _{-\infty }^{\infty }g(x)f_{X}(x)\,dx}
A Taylor-sor behelyettesítésével
{\displaystyle {\begin{aligned}\mu _{g}&\approx \int _{-\infty }^{\infty }\left[g(\mu )+\sum _{i=1}^{n}{\frac {\partial g(\mu )}{\partial x_{i}}}\right]f_{X}(x)\,dx\\&=\int _{-\infty }^{\infty }g(\mu )f_{X}(x)\,dx+\int _{-\infty }^{\infty }\sum _{i=1}^{n}{\frac {\partial g(\mu )}{\partial x_{i}}}(x_{i}-\mu _{i})f_{X}(x)\,dx\\&=g(\mu )\underbrace {\int _{-\infty }^{\infty }f_{X}(x)\,dx} _{1}+\sum _{i=1}^{n}{\frac {\partial g(\mu )}{\partial x_{i}}}\underbrace {\int _{-\infty }^{\infty }(x_{i}-\mu _{i})f_{X}(x)\,dx} _{0}\\&=g(\mu ).\end{aligned}}}

### Szórásnégyzet
A {\displaystyle g} célfüggvény szórásnégyzete:
{\displaystyle \sigma _{g}^{2}=E([g(x)-\mu _{g}]^{2})=\int _{-\infty }^{\infty }[g(x)-\mu _{g}]^{2}f_{X}(x)\,dx.}
Az eltolási tétellel:
{\displaystyle \sigma _{g}^{2}=E([g(x)-\mu _{g}]^{2})=E(g(x)^{2})-\mu _{g}^{2}=\int _{-\infty }^{\infty }g(x)^{2}f_{X}(x)\,dx-\mu _{g}^{2}}
A Taylor-sor helyettesítésével:
{\displaystyle {\begin{aligned}\sigma _{g}^{2}&\approx \int _{-\infty }^{\infty }\left[g(\mu )+\sum _{i=1}^{n}{\frac {\partial g(\mu )}{\partial x_{i}}}(x_{i}-\mu _{i})\right]^{2}f_{X}(x)\,dx-\mu _{g}^{2}\\&=\int _{-\infty }^{\infty }\left\{g(\mu )^{2}+2g(\mu )\sum _{i=1}^{n}{\frac {\partial g(\mu )}{\partial x_{i}}}(x_{i}-\mu _{i})+\left[\sum _{i=1}^{n}{\frac {\partial g(\mu )}{\partial x_{i}}}(x_{i}-\mu _{i})\right]^{2}\right\}f_{X}(x)\,dx-\mu _{g}^{2}\\&=\int _{-\infty }^{\infty }g(\mu )^{2}f_{X}(x)\,dx+\int _{-\infty }^{\infty }2\,g(\mu )\sum _{i=1}^{n}{\frac {\partial g(\mu )}{\partial x_{i}}}(x_{i}-\mu _{i})f_{X}(x)\,dx\\&{}\quad {}+\int _{-\infty }^{\infty }\left[\sum _{i=1}^{n}{\frac {\partial g(\mu )}{\partial x_{i}}}(x_{i}-\mu _{i})\right]^{2}f_{X}(x)\,dx-\mu _{g}^{2}\\&=g(\mu )^{2}\underbrace {\int _{-\infty }^{\infty }f_{X}(x)\,dx} _{1}+2g(\mu )\sum _{i=1}^{n}{\frac {\partial g(\mu )}{\partial x_{i}}}\underbrace {\int _{-\infty }^{\infty }(x_{i}-\mu _{i})f_{X}(x)\,dx} _{0}\\&{}\quad {}+\int _{-\infty }^{\infty }\left[\sum _{i=1}^{n}\sum _{j=1}^{n}{\frac {\partial g(\mu )}{\partial x_{i}}}{\frac {\partial g(\mu )}{\partial x_{j}}}(x_{i}-\mu _{i})(x_{j}-\mu _{j})\right]f_{X}(x)\,dx-\mu _{g}^{2}\\&=\underbrace {g(\mu )^{2}} _{\approx \,\mu _{g}^{2}}+\sum _{i=1}^{n}\sum _{j=1}^{n}{\frac {\partial g(\mu )}{\partial x_{i}}}{\frac {\partial g(\mu )}{\partial x_{j}}}\underbrace {\int _{-\infty }^{\infty }(x_{i}-\mu _{i})(x_{j}-\mu _{j})f(x)\,dx} _{\operatorname {cov} (X_{i},X_{j})}-\mu _{g}^{2}\\&\approx \sum _{i=1}^{n}\sum _{j=1}^{n}{\frac {\partial g(\mu )}{\partial x_{i}}}{\frac {\partial g(\mu )}{\partial x_{j}}}\operatorname {cov} (X_{i},X_{j}).\end{aligned}}}

## Magasabb rendű approximáció
Az egyszerűség kedvéért a magasabb rendű approximációhoz a következő jelöléseket vezetik be:
{\displaystyle g_{\mu }=g(\mu ),\quad g_{,i}={\frac {\partial g(\mu )}{\partial x_{i}}},\quad g_{,ij}={\frac {\partial g^{2}(\mu )}{\partial x_{i}\,\partial x_{j}}},\quad \mu _{i,j}=E[(x_{i}-\mu _{i})^{j}]}
Továbbá feltételezik, hogy {\displaystyle X} értékei függetlenek egymástól.
A másodfokú tag figyelembe vételével a várható érték közelítése:
{\displaystyle \mu _{g}\approx g_{\mu }+{\frac {1}{2}}\sum _{i=1}^{n}g_{,ii}\;\mu _{i,2}}
A szórásnégyzeté:
{\displaystyle {\begin{aligned}\sigma _{g}^{2}&\approx g_{\mu }^{2}+\sum _{i=1}^{n}g_{,i}^{2}\,\mu _{i,2}+{\frac {1}{4}}\sum _{i=1}^{n}g_{,ii}^{2}\,\mu _{i,4}+g_{\mu }\sum _{i=1}^{n}g_{,ii}\,\mu _{i,2}+\sum _{i=1}^{n}g_{,i}\,g_{,ii}\,\mu _{i,3}\\&{}\quad {}+{\frac {1}{2}}\sum _{i=1}^{n}\sum _{j=i+1}^{n}g_{,ii}\,g_{,jj}\,\mu _{i,2}\,\mu _{j,2}+\sum _{i=1}^{n}\sum _{j=i+1}^{n}g_{,ij}^{2}\,\mu _{i,2}\,\mu _{j,2}-\mu _{g}^{2}\end{aligned}}}
{\displaystyle g} ferdesége a {\displaystyle \mu _{g,3}} harmadik centrális momentumból számítható. Csak a lineáris tagok figyelembe vételével, de a magasabb momentumokra a közelítés:
{\displaystyle \mu _{g,3}\approx \sum _{i=1}^{n}g_{,i}^{3}\;\mu _{i,3}}
A másodrendű közelítés megtalálható itt: B. Kriegesmann, "Probabilistic Design of Thin-Walled Fiber Composite Structures", Mitteilungen des Instituts für Statik und Dynamik der Leibniz Universität Hannover 15/2012 Ekkor az algoritmus elnevezése second-order third-moment eljárás. A szórásnégyzet másodrendű közelítésének teljes approximációja negyedfokig veszi figyelembe a tagokat, a harmadik centrális momentumé és ferdeségé pedig hatodfokig.

## Fordítás
Ez a szócikk részben vagy egészben  a   First-order second-moment Methode című német Wikipédia-szócikk fordításán alapul.  Az eredeti cikk szerkesztőit annak laptörténete sorolja fel. Ez a jelzés csupán a megfogalmazás eredetét és a szerzői jogokat jelzi, nem szolgál a cikkben szereplő információk forrásmegjelöléseként.